# Оропендола-Монтецума
Оропендола-Монтецума (лат. Psarocolius montezuma) — вид певчих птиц семейства трупиаловых, обитающий в Центральной Америке. Видовое название дано в честь императора ацтеков Монтесумы II (1467—1520).

## Описание
Оперение самца каштановой окраски, голова и туловище чёрные. Перья хвоста жёлтые, с двумя тёмными внутренними перьями. Голые щёки синие с розовыми кожистыми отростками. Радужины коричневые, длинный клюв чёрного цвета с красной вершиной. Самка похожа на самца, однако её кожистые отростки меньше. Молодые птицы менее красочны. В то время как самка при длине 38 см весит всего 230 г, самец длиной до 50 см весит до 520 г. По общей массе тела самцы в среднем на 100% крупнее самок, а по соотношению длины и массы тела превосходят самок в 2 раза, что делает половой диморфизм по размерам у оропендолы-Монтесумы одним из самых выраженных из всех птиц в мире. Полагают, что разница в размерах самцов и самок напрямую связана с пищедобывательным поведением. Самки обычно добывают корм на тонких ветках, поедая насекомых из свёрнутых листьев, тогда как самцы часто садятся на толстые ветки и добывают корм в эпифитах и бромелиевых.

## Распространение
Эта оседлая птица живёт в равнинной части Карибского побережья от юго-восточной Мексики до центральной Панамы, не встречаясь в Сальвадоре и в южной Гватемале. На тихоокеанском побережье её можно увидеть в Никарагуа и в северо-западной Коста-Рике. Там она населяет кроны деревьев, опушки лесов и старые плантации.

## Питание
Оропендола-Монтецума небольшими и большими стаями ищут на деревьях мелких позвоночных животных, крупных насекомых, нектар и плоды, такие как бананы.

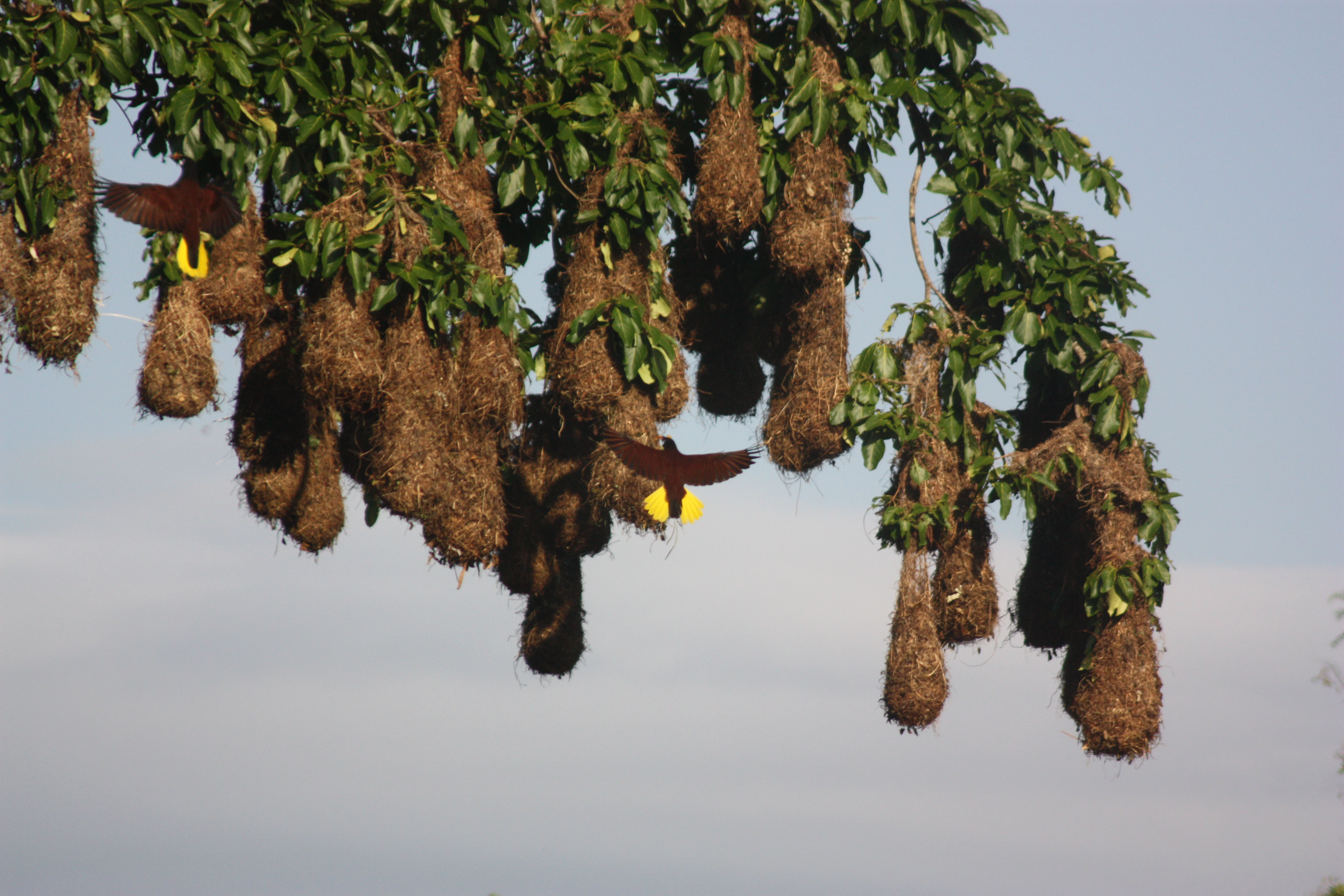
Висячие гнёзда оропендолы-Монтесумы

## Размножение
Оропендола-Монтецума гнездится колониями примерно с 30 гнёздами, однако встречались и колонии с 172 гнёздами. В каждой колонии доминирует самец, который после токования спаривается с большинством самок. В висячем гнезде длиной 60—180 см самка кладёт два яйца, от белого до бежевого цвета с тёмными крапинами, которые высиживает 15 дней. В возрасте 30 дней молодые птицы становятся самостоятельными.